# Ferdinando Minoia

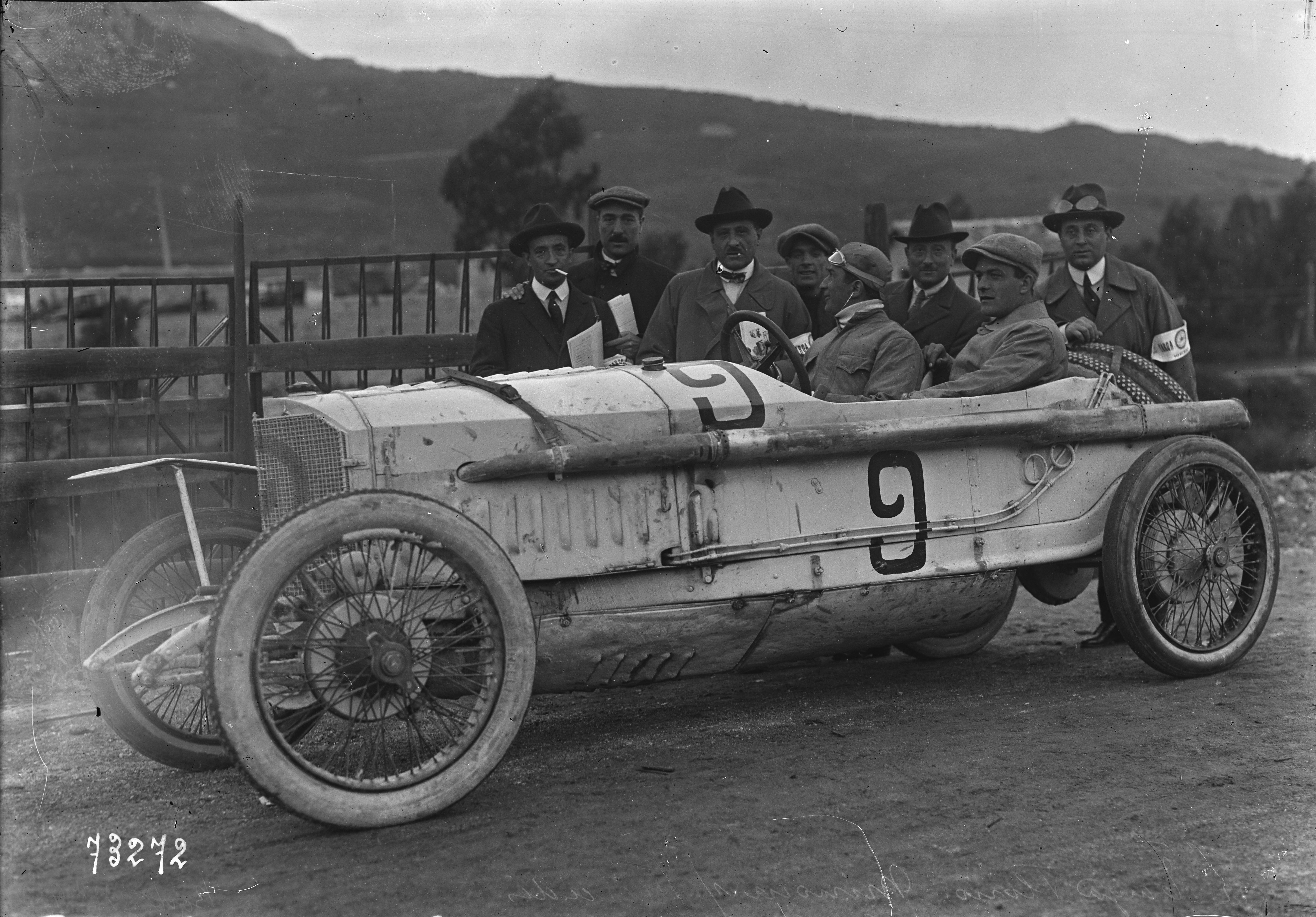
Mercedes de Minoia en Targa Florio 1922.

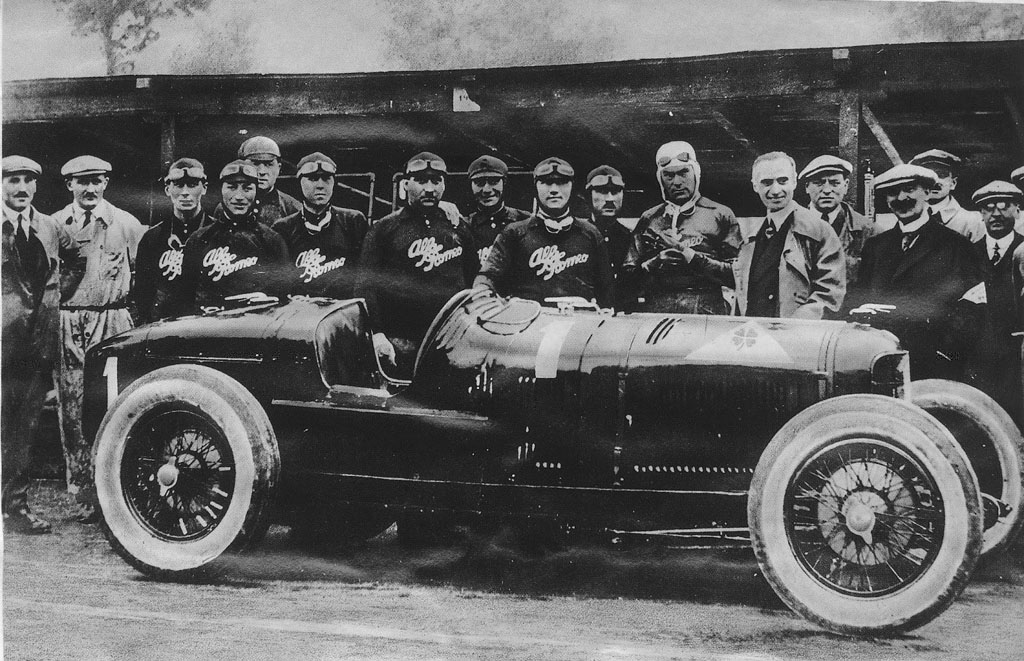
Principales miembros del equipo Alfa Romeo, año 1924.

Ferdinando Minoia (Milán, 2 de junio de 1884-ibidem, 28 de junio de 1940), apodado «Nando», fue un piloto de automovilismo italiano. Fue el primer Campeón Europeo, conduciendo para Alfa Romeo en 1931. Participó en cuatro ediciones de las 24 Horas de Le Mans, siendo un cuarto puesto su mejor resultado.

## Carrera
Minoia comenzó a correr en 1904. Tres años más tarde, debutó en la Targa Florio y ganó la Coppa Florio con un Isotta Fraschini. En años posteriores, se sumó a las subidas de montaña con un Peugeot y siguió corriendo en Targa Florio con diferentes marcas.
En el Gran Premio de Italia de 1923, terminó cuarto conduciendo un Benz Tropfenwagen, el primer automóvil de Gran Premio con motor central. Repitió ese resultado al año siguiente con un Alfa Romeo P2 oficial.
Tuvo su primera participación en las 24 Horas de Le Mans en 1925 con un O.M., pero se retiró luego de más de 100 vueltas. En la siguiente edición, fue cuarto en la general detrás de los Lorraine-Dietrich de 5.0 litros y ganador en la clase 2.0 litros, junto a Giulio Foresti con el mismo automóvil.
En 1927, Minoia ganó la primera edición de la Mille Miglia con Giuseppe Morandi, luego de 21 horas y un promedio de velocidad inferior a 50 km/h, liderando además el 1-2-3 de O.M. Ese año finalizó nuevamente en la cuarta posición en el GP local.
En 1931, el AIACR introdujo el Campeonato Europeo de Pilotos con tres Grandes Premios puntuables de 10 horas de duración cada uno, y, al mismo tiempo, Minoia fue contratado por el equipo de fábrica de Alfa Romeo. Fue segundo en el GP de Italia con un 8C 2300 junto a Baconin Borzacchini, sexto en Francia con un Alfa Romeo Monza compartido con Goffredo Zehender y tercero en Bélgica nuevamente con un 8C 2300, esta vez con Giovanni Minozzi. A pesar de no haber ganado ningún Gran Premio, Minoia fue campeón empatando a nueve puntos con Giuseppe Campari, pero llevándose el título por total de km recorridos. Con el propio Campari trataron de correr las 24 Horas de Le Mans, pero no largaron debido a una falla de motor.
Se retiró de la competición luego de Le Mans 1932, carrera que disputó junto a Carlo Canavesi sobre un Alfa Romeo 8C 2300 LM, la cual no finalizaron por un accidente tras 22 vueltas. Ese mismo año, Minoia fue nombrado Cavaliere de la Corona italiana.
Murió el 28 de junio de 1940 en su ciudad natal, Milán, a los 56 años.

## Resultados

### 24 Horas de Le Mans
| Año     | Equipo                | Copilotos        | Automóvil             | Clase | Vueltas | Pos. | Pos. Clase |
| ------- | --------------------- | ---------------- | --------------------- | ----- | ------- | ---- | ---------- |
| 1925    | Officine Meccaniche   | Vincenzo Coffani | O.M. Tipo 665 Superba | 2.0   | 81      | DNF  | DNF        |
| 1926    | Officine Meccaniche   | Giulio Foresti   | O.M. Tipo 665 Superba | 2.0   | 134     | 4.º  | 1.º        |
| 1931    | Automobili Alfa Romeo | Giuseppe Campari | Alfa Romeo 8C 2300 LM | 3.0   | -       | DNS  | DNS        |
| 1932    | Automobili Alfa Romeo | Carlo Canavesi   | Alfa Romeo 8C 2300 LM | 3.0   | 22      | DNF  | DNF        |
| Fuente: |                       |                  |                       |       |         |      |            |

### Campeonato Europeo de Pilotos
(Clave) (negrita indica pole position) (cursiva indica vuelta rápida)
| Año     | Escudería     | 1     | 2     | 3     | Pos. | Puntos |
| ------- | ------------- | ----- | ----- | ----- | ---- | ------ |
| 1931    | SA Alfa Romeo | ITA 2 | FRA 6 | BEL 3 | 1.º  | 9      |
| Fuente: |               |       |       |       |      |        |